# هايك

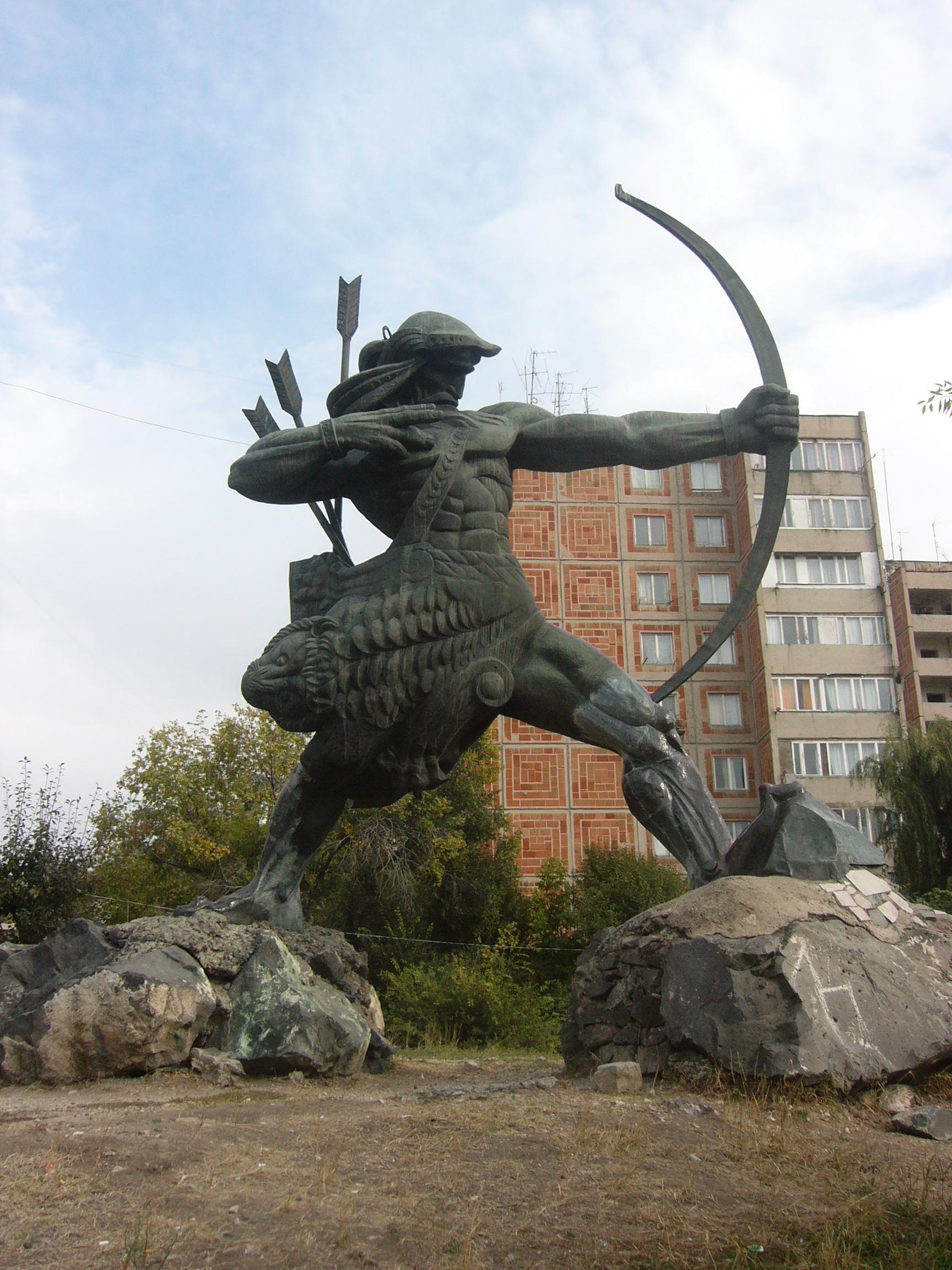
تمثال هايك ناهاپت في يريڤان،أرمينيا

هايك الأكبر (بالأرمنية:Հայկ) و(بالإنجليزية:Hayk the Great) و يدعى أيضاً هايك ناهاپت (بالأرمنية:Հայկ Նահապետ) هو البطريك الأسطوري والأب المؤسس للأمة الأرمنية. ذكرت قصته في التاريخ الأرمني ونسبت إلى المؤرخ الأرمني موسى خورين (410 - 490).